# Nagypirit
Nagypirit (vyslovováno [naďpirit]) je vesnice v Maďarsku v župě Veszprém, spadající pod okres Devecser. Nachází se asi 22 km severozápadně od Devecseru. V roce 2015 zde žilo 250 obyvatel. Dle údajů z roku 2011 tvoří 93,1 % obyvatelstva Maďaři a 5,4 % Romové, přičemž 6,9 % obyvatel se k národnosti nevyjádřilo. Název znamená „velký pyrit“.
Blízko Nagypiritu protéká řeka Marcal, na západ odtud se nachází i hranice se župou Vas. Sousedními vesnicemi jsou Boba, Kamond a Kispirit.